# 53910 Jánfischer
(53910) Jánfischer, denumire internațională (53910) Janfischer, este un asteroid din centura principală de asteroizi.

## Descriere
53910 Jánfischer este un asteroid din centura principală de asteroizi. A fost descoperit pe 6 aprilie 2000 la Modra de L. Kornos și D. Kalmancok. Asteroidul prezintă o orbită caracterizată de o semiaxă mare de 2,40 ua, o excentricitate de 0,12 și o înclinație de 0,0° în raport cu ecliptica.